# Dorfkirche Körba

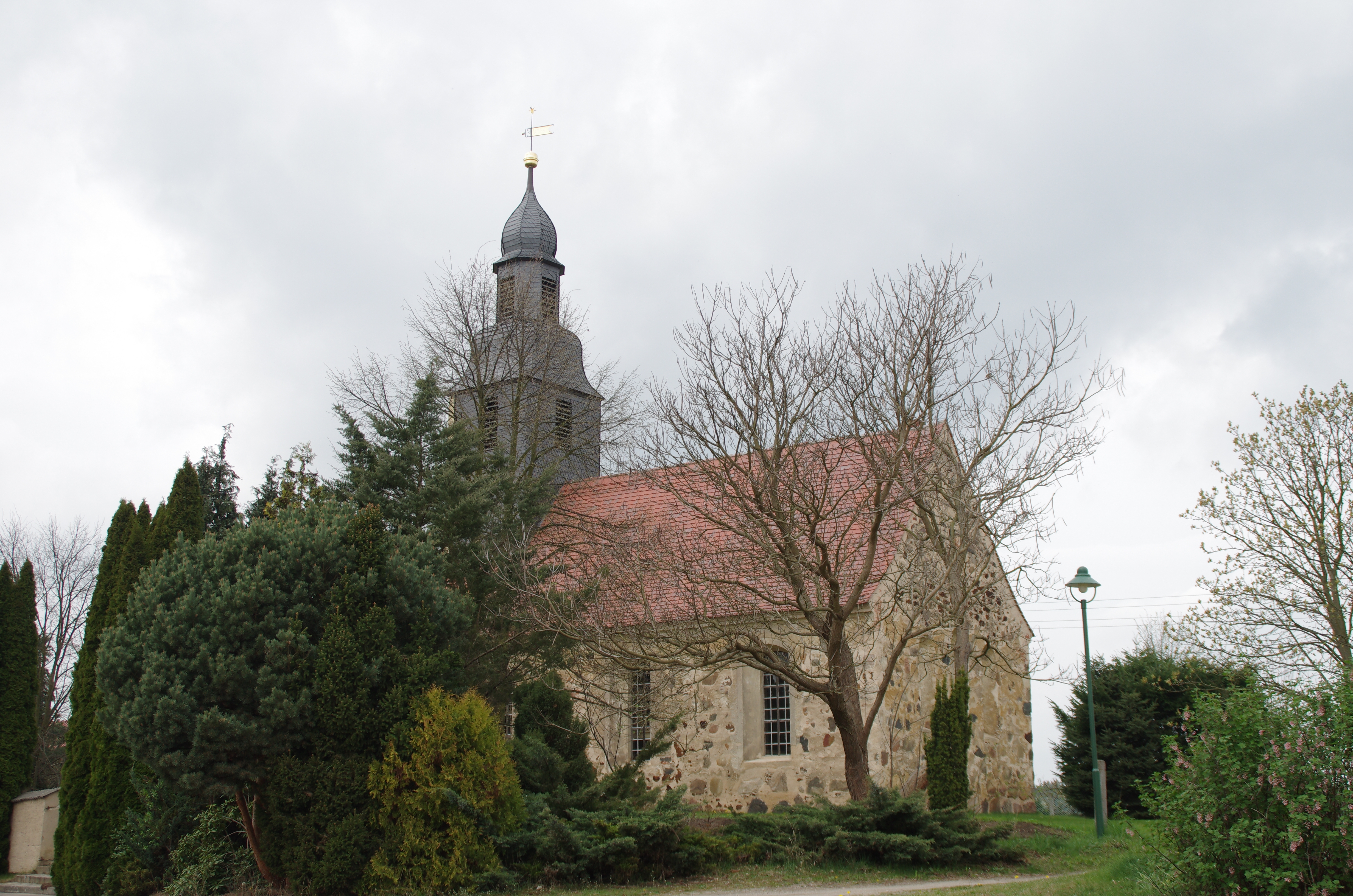
Dorfkirche Körba

Die evangelische, denkmalgeschützte Dorfkirche Körba steht in Körba, einem Ortsteil der Gemeinde Lebusa im Landkreis Elbe-Elster von Brandenburg. Sie gehört zum Kirchengemeindeverband Lebusa-Körba im Kirchenkreis Bad Liebenwerda der Evangelischen Kirche in Mitteldeutschland.

## Beschreibung
Die Feldsteinkirche aus Feld- und Raseneisensteinen wurde in der zweiten Hälfte des 13. Jahrhunderts gebaut. Dem Satteldach ihres im Osten gerade abgeschlossenen Langhauses wurde 1784 im Westen ein quadratischer Dachturm aus Holzfachwerk aufgesetzt und mit einer schiefergedeckten Welschen Haube abgeschlossen. Bis auf die massiv ausgeführte Giebelseite sind die Wände mit Schiefer bekleidet. Hinter den Klangarkaden beherbergt der Dachturm den Glockenstuhl, in dem zwei Kirchenglocken hängen, eine wurde 1508, die andere 1583 gegossen. Die zwei bzw. drei hohen, segmentbogig abschließenden Fenster an den Längsseiten erhielten ihre heutige Größe zu Beginn des 18. Jahrhunderts.
Der an drei Seiten mit Emporen versehene Innenraum ist mit einer verputzten Flachdecke überspannt. Der Kanzelaltar wurde 1725 unter Verwendung eines Altarretabels von 1624 gebaut, das beim Neubau der Dorfkirche Lebusa abgegeben wurde. Die Orgel mit zehn Registern, zwei Manualen und einem Pedal wurde 1934 als Opus 144 von der Alexander Schuke Potsdam Orgelbau gebaut.